# Борисоглебский уланский полк
Борисоглебский уланский полк — кавалерийская воинская часть Русской императорской армии.

## История полка
28 августа 1805 года генерал-майору Ридигеру повелено сформировать в г. Брацлаве новый полк из эскадронов, выделенных по одному из Глуховского кирасирского полка, Тверского драгунского полка, Смоленского драгунского полка и Переяславского драгунского полка, дополненных рекрутами. Новый полк, в составе 5 эскадронов и запасного полуэскадрона, получил наименование Житомирский драгунский полк. Включён в Литовскую инспекцию.
5 февраля 1806 года вошел в состав 13-й дивизии, 16 августа 1807 года — 15-й дивизии. Расквартирован в Ливнах.
Полк принял участие в войне с Турцией, участвовал в занятии Бессарабии, Молдавии и Валахии.
8 ноября 1810 года запасный полуэскадрон упразднён.
12 октября 1811 года включён в состав 5-й кавалерийской дивизии.
В декабре 1811 года присвоено старшинство с 1805 года.
В составе кавалерийского корпуса графа Ламберта (3-я армия) принял участие в Отечественной войне, 3 ноября участвовал в сражении у Муровщизе.
17 декабря 1812 года полк переименован в Житомирский уланский полк, включён в состав 2-й уланской дивизии.
27 декабря 1812 года полк повелено привести в состав 6 действующих и 1 запасного эскадронов.
Принял участие в Заграничном походе Русской армии 1813—1814 годов.
29 августа 1814 года переведён в 3-ю уланскую дивизию (с 14 февраля 1818 года — 2-я уланская дивизия).
30 августа 1815 года полк переименован в Борисоглебский уланский полк. С 1817 года расквартирован Купянске.
2 ноября 1821 года приказано привести полк в оседлое состояние в Слободско-Украинской губернии, для подготовки чего направлен кадр от сводного и запасного эскадронов полка.
1 марта 1825 года в округе военного поселения полка сформированы 3 поселенных и 3 резервных эскадрона из присланного от действующего полка кадра и коренных жителей поселения.
25 февраля 1827 года полк направлен на Кавказ. 1 эскадрон на время войны с Персией выделен на составление Сводного уланского полка.
5 мая 1827 года велено резервные эскадроны составить из строевых нижних чинов и кантонистов, а поселенцев распределить в поселенные эскадроны, отдельно от резервных.
20 декабря 1828 года на гербы шапок и пуговицы присвоен № 7.
В 1831 году полк принял участие в усмирении польского восстания.
21 марта 1832 года приказано полк оставить в составе 6 действующих и 3 резервных эскадронов, а поселенные эскадроны выделить в ведение особого начальника. Поселенные эскадроны названы 7-м кавалерийским округом Украинского военного поселения.
21 марта 1833 года полк приказано привести в состав 8 действующих и 1 резервного эскадронов, в составе 2-й бригады 1-й уланской дивизии. На гербы шапок и пуговицы присвоен № 17, установлена рыжая масть лошадей.
30 августа 1834 года повелено иметь для полка в запасных войсках запасный полуэскадрон № 35.
23 марта 1835 года 7-й эскадрон Борисоглебского уланского полка передан в Киевский гусарский полк, где переименован в резервный эскадрон; 8-й эскадрон Борисоглебского уланского полка передан в Уланский Его Императорского Высочества Великого Князя Михаила Павловича полк, где также переименован в резервный. Борисоглебский уланский полк приведён в состав 6 действующих и 1 резервного эскадронов.
4 апреля 1836 года запасному полуэскадрону присвоен № 31.
8 августа 1836 года приказано в 7-м кавалерийском округе Украинского военного поселения учредить 2 эскадрона кантонистов, для комплектования полка обученными унтер-офицерами.
23 декабря 1841 года упразднён резервный эскадрон.
25 января 1842 года приказано для Борисоглебского уланского полка иметь в составе запасных войск резервный и запасный эскадроны, комплектуемые из числа бессрочноотпускных нижних чинов.
6 декабря 1844 года полку присвоено шефство принца Александра Гессенского, в связи с чем полк переименован в Уланский Его Высочества Принца Александра Гессен-Дармштадтского полк.
20 марта 1845 года полк переименован в Уланский Его Высочества Принца Александра Гессенского полк.
18 декабря 1848 года повелено иметь для резервного и запасного эскадронов постоянные кадры.
2 ноября 1851 года, в связи с увольнением шефа полка с военной службы, полку возвращено название Борисоглебский уланский полк.
31 декабря 1851 года в ходе реорганизации полков кавалерии приказано 1-й и 2-й эскадроны Борисоглебского уланского полка присоединить к Новомиргородскому уланскому полку в качестве 7-го и 8-го эскадронов; остальные эскадроны и кадры Борисоглебского уланского полка расформированы. На гербы шапок и пуговицы присвоен № 17, установлена рыжая масть лошадей.
30 марта 1855 года Новомиргородский уланский полк переименован в Уланский Его Высочества Принца Александра Гессенского полк.
3 июля 1856 года 1-й и 2-й эскадроны Уланского Его Высочества Принца Александра Гессенского полка (бывшего Новомиргородского) со всеми знаками отличия, старшинством и шефством, переданы, в качестве 3-го дивизиона, в состав Вознесенского уланского полка, который в связи с этим переименован в Уланский Его Высочества Принца Александра Гессенского полк. Остальные эскадроны бывшего Уланского Его Высочества Принца Александра Гессенского полка расформированы.

## Отличия полка
3 сентября 1805 года Житомирскому драгунскому полку пожалованы штандарты (образца 1803 года) — 1 полковой (белый) и 4 эскадронных (зелёных). После переформирования полка в уланский в 1812 году штандарты повелено сдать на хранение.
2 апреля 1832 года Борисоглебскому уланскому полку пожалованы 3 штандарта (образца 1827 года), по одному на дивизион.
7 апреля 1834 года пожалован штандарт 4-му дивизиону (23 марта 1835 года повелено сдать на хранение).
31 декабря 1851 года штандарт 1-го дивизиона передан в Новомиргородский уланский полк. Остальные штандарты сданы на хранение.

## Шефы полка
- 04.09.1805 — 27.11.1809 — генерал-майор Отто Иванович Ребиндер
- 01.01.1810 — 22.03.1810 — полковник Франц Францевич Дювальнобль
- 04.04.1810 — 01.09.1814 — полковник (генерал-майор) Иван Андреевич Аргамаков
- 06.12.1844 — 02.11.1851 — генерал-майор принц Александр Гессен-Дармштадтский

## Командиры полка
- 29.08.1805 — 14.11.1805 — (командующий) полковник Александр Николаевич Бердяев
- 14.02.1806 — 30.10.1813 — майор (подполковник) Константин Станиславович Снарский
- 30.10.1813 — 12.01.1816 — (до 17.06.1815 командующий) подполковник Гаврила Иванович Степанов
- 12.08.1816 — 30.08.1818 — полковник Давид Семёнович Абамелик
- 15.01.1819 — 05.02.1824 — подполковник (полковник) Сергей Сергеевич Новосильцев
- 05.02.1824 — 02.06.1826 — полковник Десофплян
- 11.06.1826 — 25.09.1835 — подполковник (полковник) Михаил Фёдорович Брадке
- 28.11.1835 — 27.11.1838 — (до 4.09.1837 командующий) подполковник (полковник) Владимир Григорьевич Колокольцев
- 06.12.1838 — 19.01.1840 — полковник Фёдор Логгинович Бреверн
- 25.01.1840 — 09.04.1841 — полковник (генерал-майор) Клементий Игнатьевич Беренс
- 09.04.1841 — 12.09.1841 — полковник Карл Карлович фон Фридрихс
- 12.09.1841 — 18.01.1845 — полковник Роман Фёдорович Силич
- 18.01.1845 — 29.07.1845 — полковник Николай Александрович Буткевич
- 29.07.1845 — 03.01.1846 — полковник Антон Александрович Ренненкампф
- 03.01.1846 — 29.07.1848 — полковник (генерал-майор) Эммануил Антонович Рооп
- 29.07.1848 — 31.12.1851 — полковник Иван Фёдорович Клерон